# Lepoan hartu ta segi aurrera
«Lepoan herte ta segi aurrera» és una cançó independentista basca. La lletra original és de l'escriptor i polític Telesforo de Monzón (1904-1981) i el duo Pantxoa eta Peio va musicar-la.